# Bến Tre (provins)
Bến Tre är en provins i södra Vietnam. Provinsen består av stadsdistriktet Bến Tre (huvudstaden) och sju landsbygdsdistrikt: Ba Tri, Binh Dai, Chau Thanh, Cho Lach, Giong Trom, Mo Cay samt Thanh Phu.